# Альварес, Карла
Ка́рла Мерсе́дес А́льварес Ба́эс (исп. Karla Mercedes Álvarez Báez; 15 октября 1972, Мехико — 15 ноября 2013, там же) — мексиканская актриса.

## Биография
Родилась 15 октября 1972 года в Мехико (Мексика).
Она начала сниматься в кино в 1992 году и к моменту своей смерти в 2013 году она сыграла более чем в 20-ти фильмах и телесериалах. Последней её работой была роль Ирасемы в телесериале «Как прекрасна любовь» — последняя 99-я серия с участием актрисы вышла за 5 месяцев до её смерти — 31 мая 2013 года. Также она играла в театрах.
Актриса была в разводе с актёром Алексисом Айалой (род.1965). У неё не было своих собственных детей, но в браке с Айалой она воспитывала падчерицу Стефани.
В последние годы жизни актриса страдала от алкоголизма и расстройства приёма пищи.
Скончалась 15 ноября 2013 года от дыхательной недостаточности в своём родном городе Мехико в 41-летнем возрасте.

## Мыльные оперы
- Как прекрасна любовь[англ.] (2012-2013) .... Ирасема
- Хамелеоны / Camaleones (2009-2010) .... Агата Менендес
- Удар в сердце / Un gancho al corazón (2008-2009) .... Регина
- Нет дур в раю / Las tontas no van al cielo (2008) .... Паулина де Лопес-Кармона
- Святая смерть / La santa muerte (2007) .... Руби
- Раны любви / Heridas de amor (2006) .... Флоренсия Сан Льоренте де Арагон
- Невинность / Inocente de ti (2004-2005) .... Аврора
- Да здравствуют дети! / ¡Vivan los niños! (2002-2003) .... Жасинта
- Злоумышленница / La intrusa (2001) ....Виолета Хункера Брито
- Мятежная душа / Alma rebelde (1999) .... Рита Альварес
- Рождественская сказка / Cuento de Navidad (1999-2000) .... Мириам
- Обманутые желания / Mujeres engañadas (1999-2000) .... Соня Артеага
- Ложь / La mentira (1998) .... Вирджиния Фернандес-Негрете
- Моя дорогая Исабель / Mi querida Isabel /  (1996-1997) .... Исабель Ривас
- Акапулько, тело и душа / Acapulco, cuerpo y alma (1995-1996) .... Джулия
- Розовые шнурки / Agujetas de color de rosa (1994-1995) .... Исабель
- Пленница любви / Prisionera de amor (1994) .... Карина Монастыри
- В поисках рая / Buscando el paraíso (1993-1994) .... Андреа
- Мария Мерседес / María Mercedes (1992-93) .... Росарио Муньес